# 330 до н. е.

## Події
- Консулами Римської республіки були обрані Луцій Папірій Красс (вдруге) та Луцій Плавцій Веннон. Консули придушили повстання вольсків
- перемога Антипатра при Мегаполісі
- місто Тус завойоване Олександром Македонським, захоплена і спалена Парса.

## Померли
- Парменіон - македонський полководець, вбитий за наказом Олександра Македонського
- Дарій III - останній цар Персії, вбитий власним сатрапом